# Tachina saltatrix
Tachina saltatrix là một loài ruồi trong họ Tachinidae.